# Thụy An, Ôn Châu
Thụy An (chữ Hán giản thể: 瑞安市, pinyin: Ruì'ān Shì, âm Hán Việt: Thụy An thị) là một thành phố cấp huyện thuộc địa cấp thị Ôn Châu, tỉnh Chiết Giang, Cộng hòa Nhân dân Trung Hoa. Thành phố Thụy An có diện tích 1271 km², dân số 1.125.000 người. Mã số bưu chính là của thành phố Thụy An là 325200, mã vùng điện thoại là 0577.

## Đơn vị hành chính
Thành phố Thụy An được chia ra các đơn vị hành chính trực thuộc gồm 12 nhai đạo, 9 trấn và 2 hương.
- Nhai đạo: An Dương, Ngọc Hải, Cẩm Hồ, Đông Sơn, Thượng Vọng, Phan Đại, Sân Thăng, Đinh Tín, Tiên Hàng, Phi Vân, Vân Chu, Nam Hải.
- Trấn: Đường Hạ, Mã Tự, Đào Sơn, Hồ Lĩnh, Cao Lâu, Đồng Phổ, Cao Thôn, Lâm Xuyên, Bình Dương.
- Hương: Bắc Kỉ, Phương Trang.